# Toxodon
Genre
Toxodon est un genre éteint de grands mammifères herbivores de l'ordre disparu des Notoungulata, ayant vécu du Miocène supérieur jusqu'à l'Holocène, disparu il y a 5 000 ans environ, dont les restes ont été découverts dans la majeure partie de l'Amérique du Sud:  l'Argentine, l'Uruguay, le Paraguay, la Bolivie et le Brésil.

## Étymologie
Son nom vient du grec ancien et signifie « dent en forme de flèche ».

## Histoire évolutive
Ce gros animal ressemblait beaucoup par son allure à un hippopotame, et sa taille lui était de peu inférieure. La parenté entre ces deux animaux est cependant très lointaine : Toxodon appartient à un groupe de mammifères placentaires dont l'expansion a suivi de près la disparition des dinosaures et qui se sont développés dans un isolement complet en Amérique du Sud, laquelle au cours du Cénozoïque était séparée des autres continents. Le groupe auquel appartient Toxodon, les notongulés, a pu ainsi donner naissance à un grand nombre d'espèces de toutes formes et de toutes dimensions : semblables à des rats, à des chevaux, à des rhinocéros, à des moutons, à des lapins et (c'est le cas ici) à des hippopotames.

## Description
Avec 2,70 m de long, une hauteur au garrot de 1,50 m, une masse allant de 1 500 à 2 000 kg et une queue de 50 cm, Toxodon avait un corps très robuste et plutôt court, soutenu par des pattes robustes et trapues, munies de larges sabots permettant de supporter le poids imposant de cet animal. Les vertèbres étaient dotées de hautes apophyses qui soutenaient sans doute une puissante musculature, laquelle soutenait à son tour la tête puissante de l'animal. Cette tête était munie de larges mâchoires avec de grandes incisives qui lui permettaient d'arracher les plantes dont il se nourrissait. Ses lèvres charnues lui permettaient de saisir ces plantes, ses dents indiquant qu'il se nourrissait d'herbes coriaces aussi bien que de feuilles.

## Écologie
On croyait autrefois qu'il était amphibie, mais les proportions du fémur et du tibia ainsi que la position de la tête, au-dessous du sommet de la colonne vertébrale, sont caractéristiques des animaux terrestres comme les éléphants et les rhinocéros. On a d'ailleurs retrouvé ses fossiles aussi bien dans des régions arides et semi-arides que dans des régions humides, ce qui dénote des mœurs essentiellement terrestres.

## Liste des espèces
Parmi les espèces de Toxodon les plus connues on peut citer :
- T. burmeisteri
- T. platensis (l'adjectif qui caractérise ce dernier se rapporte à La Plata, en Argentine).

## Extinction
Cet animal est le dernier représentant des notongulés, éteints sans descendance à la fin du Pléistocène. La disparition de ces herbivores est due à la réunion de l'Amérique du Sud et de l'Amérique du Nord, il y a environ 2,8 millions d'années, qui s'est accompagnée de l'immigration d'herbivores plus compétitifs et, surtout, de prédateurs particulièrement efficaces comme les tigres à dents à sabre. Toxodon lui-même fait partie des rares notongulés à avoir survécu au Grand échange faunique interaméricain, et sa disparition semble due à sa surchasse par l'homme, car certains fossiles ont été trouvés associés à des pointes de flèches.
En 2000, la datation par résonance paramagnétique électronique de l'émail et de la dentine de dents de Toxodon découvertes dans un karst du sud-est du Brésil, a fourni un âge de seulement 5 000 ans avant le présent. 

## Classification

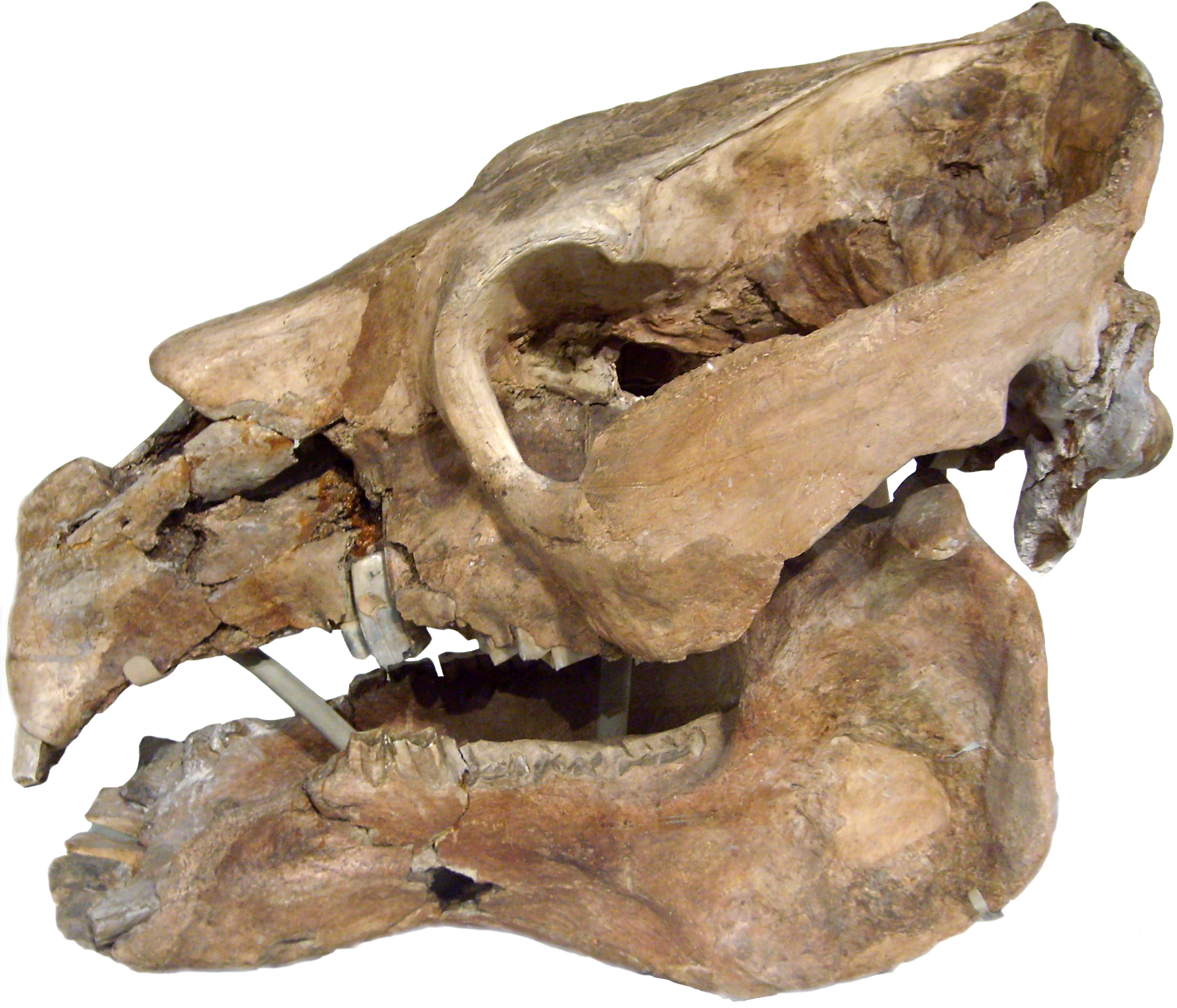
Crâne de Toxodon au musée zoologique de Copenhague

Le cladogramme réalisé en 2014 par A. A. M. Forasiepi et al. montre la position phylogénétique du genre Toxodon :
- - Pampahippus arenalesi
  - 
    - 
      - Rhynchippus spp.
      - 
        - Scarrittia canquelensis
        - Leonitinia gaudri

    - Toxodontidae
      - Proadinotherium leptognathum
      - 
        - 
          - Adinotherium spp.
          - 
            - Nesodon taweretus
            - Nesodon imbricatus

        - 
          - Palyeidodon obtusum
          - 
            - Hyperoxotodon speciosus
            - 
              - 
                - Nonotherium henningi
                - Xotodon spp.

              - 
                - 
                  - Andinotoxodon bolivariensis
                  - 
                    - 
                      - Dinotoxodon paranensis
                      - Toxodon platensis

                    - 
                      - Gyrinodon quassus
                      - 
                        - Ocnerotherium intermedium
                        - Hoffstetterius imperator

                - 
                  - Posnanskytherium desaguaderoi
                  - 
                    - Pisanodon nazari
                    - 
                      - Pericotoxodon platignathus
                      - 
                        - 
                          - Calchaquitherium mixtum
                          - Mixotoxodon larensis

                        - 
                          - Paratrigodon euguii
                          - Trigodon gaudryi

## Toxodondans la culture populaire
On aperçoit un troupeau de toxodons dans l'épisode 4 de la série documentaire Prehistoric Park.